# Trolltunga
Trolltunga (Troldetungen) ligger 1.100 m.o.h. og er en spektakulær stenformation som står horisontalt ud fra fjeldet omkring  700 meter over Ringedalsvatnet, i Skjeggedal ved Tyssedal i Odda kommune, Hordaland fylke i Norge.
Man kommer til Trolltunga fra  Tyssedal og Skjeggedal. Herfra  må man gå til Mågelitopp ved at følge stien op langs banen. Herfra  går man  østover omkring  4  timer for  komme til Trolltunga. Turistforeningen har hytter i området hvor overnatning er mulig, nærmest er Reinaskorsbu med 6 sengepladser. Området åbner mod resten af Hardangervidda, og kan være startpunktet for længere ture, for eksempel til Hårteigen.

## Billeder
- Trolltunga
- Trolltunga
- To personer på kanten af Trolltunga